# Amarantàcies
Les amarantàcies (Amaranthaceae) són una família botànica de l'ordre dels cariofil·lals. Conté més de 180 gèneres i més de 2.500 espècies que inclouen als representants de l'antiga família de les quenopodiàcies.

## Distribució
Té una distribució cosmopolita, però principalment es troben a les regions tropicals o subtropicals.

## Descripció
La majoria d'espècies d'aquesta família són herbàcies o subarbustives; poques són arbres o lianes.
Les fulles són simples oposades o alternades amb estípules o sense.
Les flors són medudes, normalment agrupades en cima, raïm o panícula. Són generalment hermafrodites i actinomòrfiques. Tenen d'un a cinc estams i ovari hipogini, amb 3 a 5 tèpals units.
El fruit pot ser un utricle, una núcula o càpsula, rarament una baia.
Entre les amarantàcies hi ha espècies conreades força importants, com la bleda, l'espinac, la remolatxa, la quinoa o els cordons de gitana, d'altres són considerades com a mala herba amb el nom col·lectiu de blets.
Podem diferenciar-ne quatre tipus força diferents : Chenopodium, Einadia(=Rhagodia), o Atriplex serien part del que hom vulgarment anomena "blets", males herbes dels camps amb fulles amples, de vegades un xic suculentes, on també podríem posar les bledes i els espinacs (Subfamílies Chenopodioideae i Betoideae).
En canvi, a la Salicornia i altres gèneres propers com Halocnemum, Arthrocnemum o Microcnemum, en llenguatge comú els anomenaríem salicorns, espècies suculentes típiques d'indrets salats (halòfits) amb tiges inflades que acumulen aigua (subfamília salicornidae).
Suaeda, Salsola i altres gèneres afins, a mig camí entre els blets i les salicòrnies i amb adaptacions per a la sequera, són espècies estèpiques, sovint arbustives però també hi ha espècies anuals, pròpies d'ambients semidesèrtics, amb aspecte sec i fulles poc o molt reduïdes, que també poden suportar una certa salinitat. (Es distribuirien en 5 subfamílies diferents: Salsoloideae, Suaedoideae, Camphorosmoideae i Polycnemoideae i Corispermoideae)
Finalment, hi ha les espècies d'Amaranthus i altres gèneres propers majoritàriament d'origen tropical (encara que algunes espècies s'han naturalitzat en ambients ruderals i més o menys nitròfils de la resta del món). Aquestes espècies formaven part de la família de les amarantàcies tradicionals (sensu stricto) i es diferencien per que els tèpals tenen consistència membranosa i són més o menys translúcids, a l'igual que algunes bràctees que poden aparèixer a la base de les flors. A més, en la majoria dels casos, els estams d'aquest subgrup no són lliures i es troben soldats per la base fent una mena de coroneta. Dins d'aquest grup s'ha descrit dues subfamílies: Gomphrenoideae i Amaranthoideae.
A continuació trobareu imatges d'una espècie present als Paisos Catalans de cada subfamilia: 

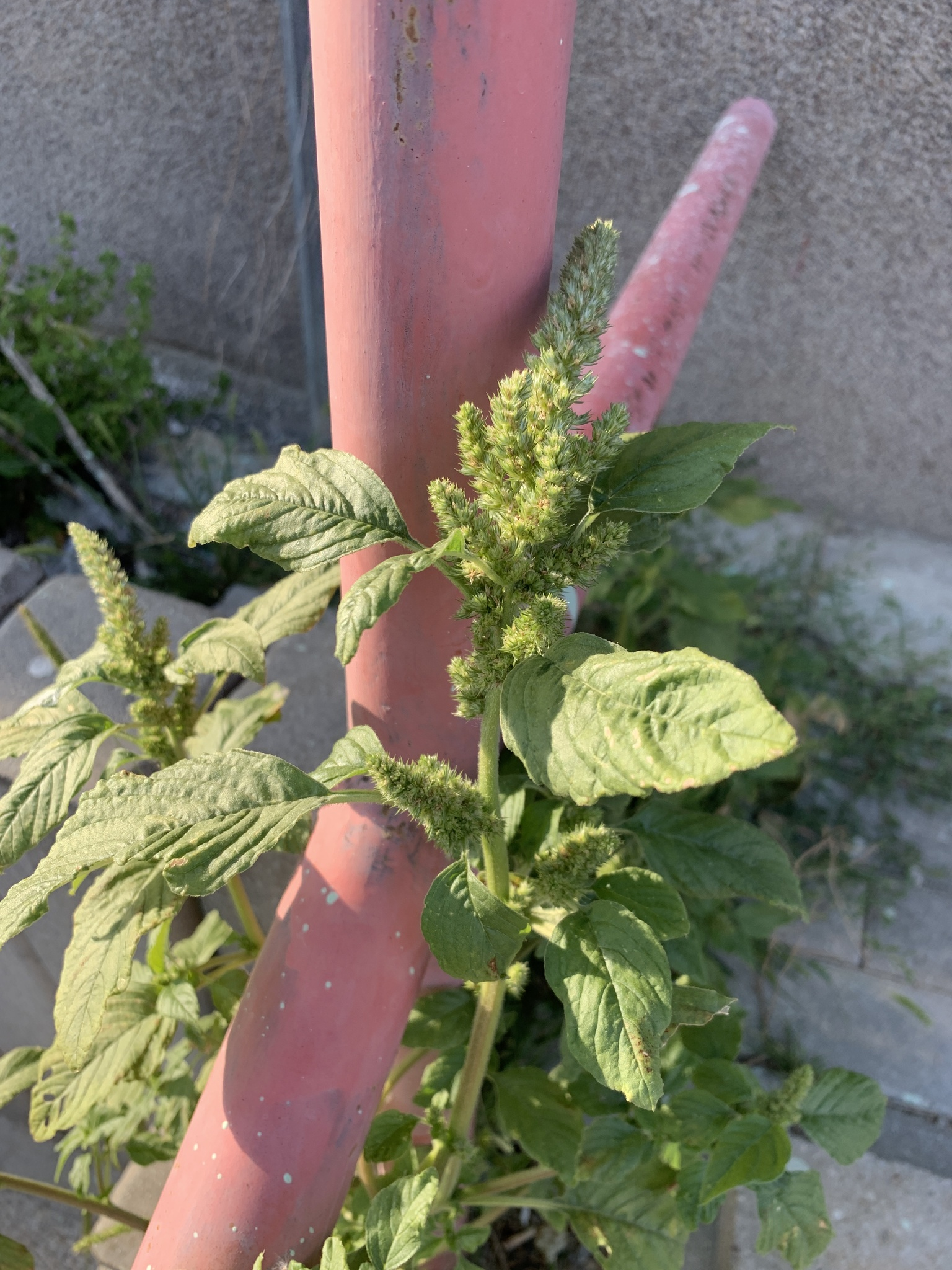
Amaranthus retroflexus, el blet punxent.
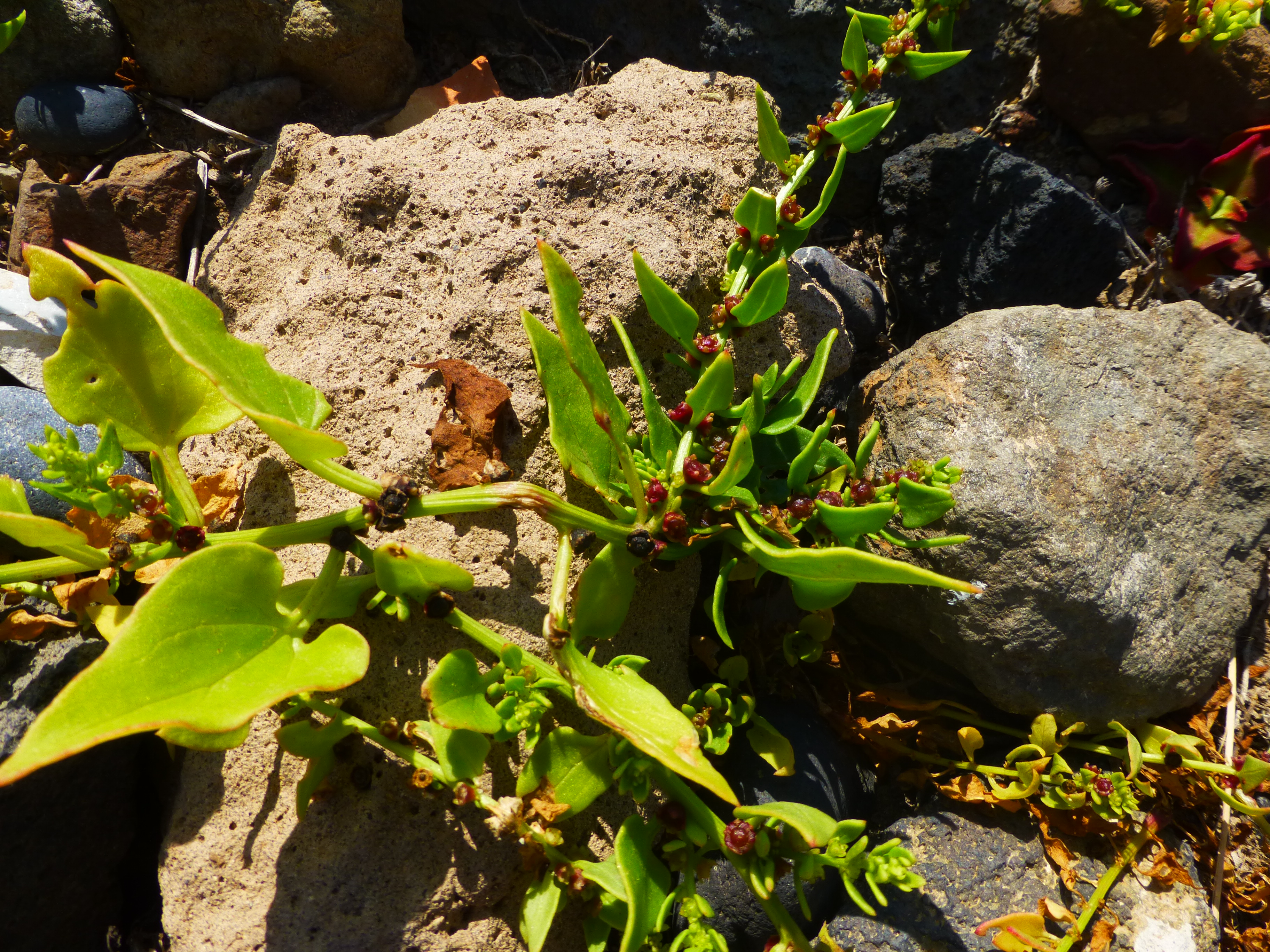
Beta patellaris una mena de bleda que viu al litoral dels PPCC.
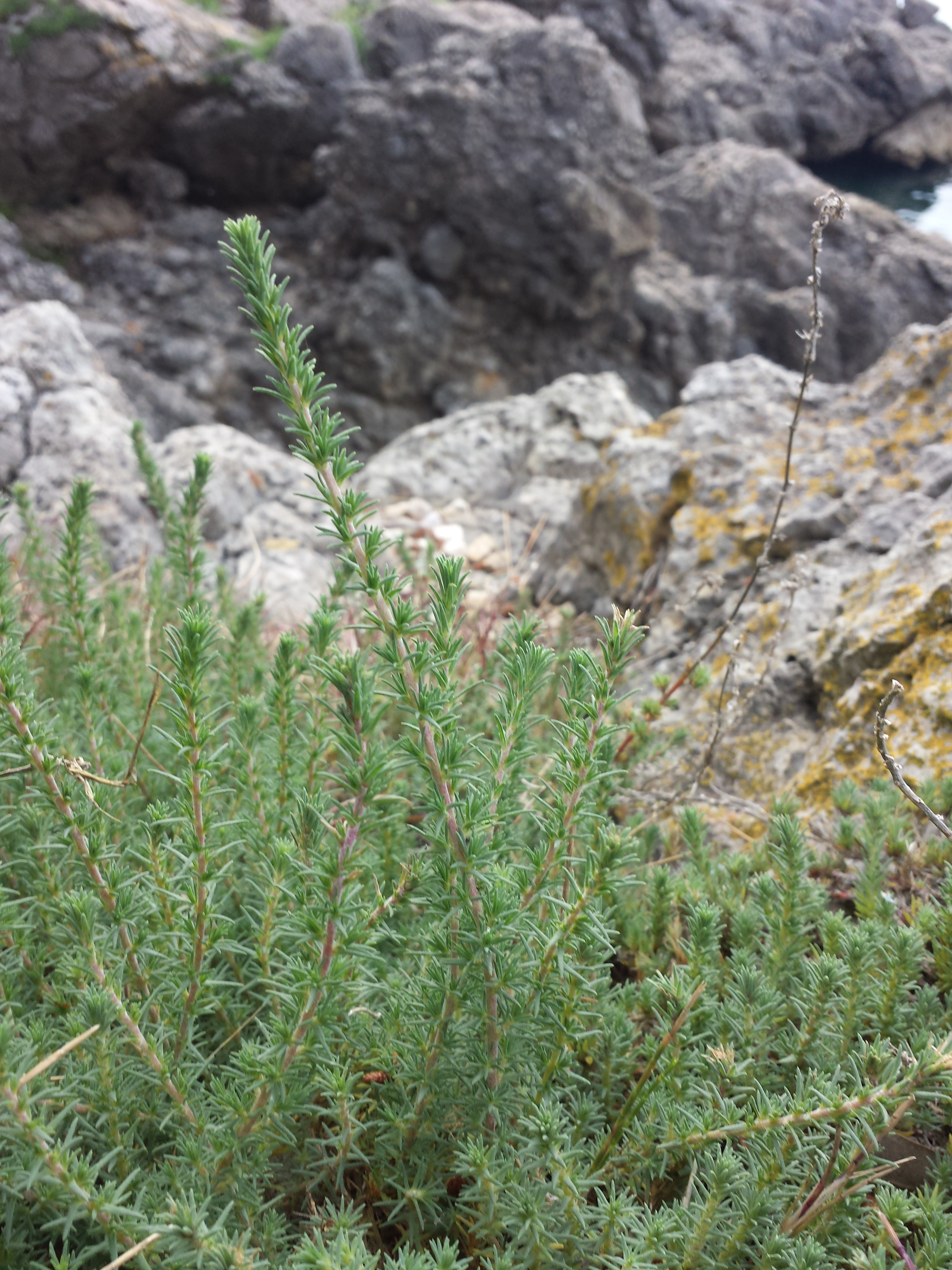
Camphorosma monspeliaca.
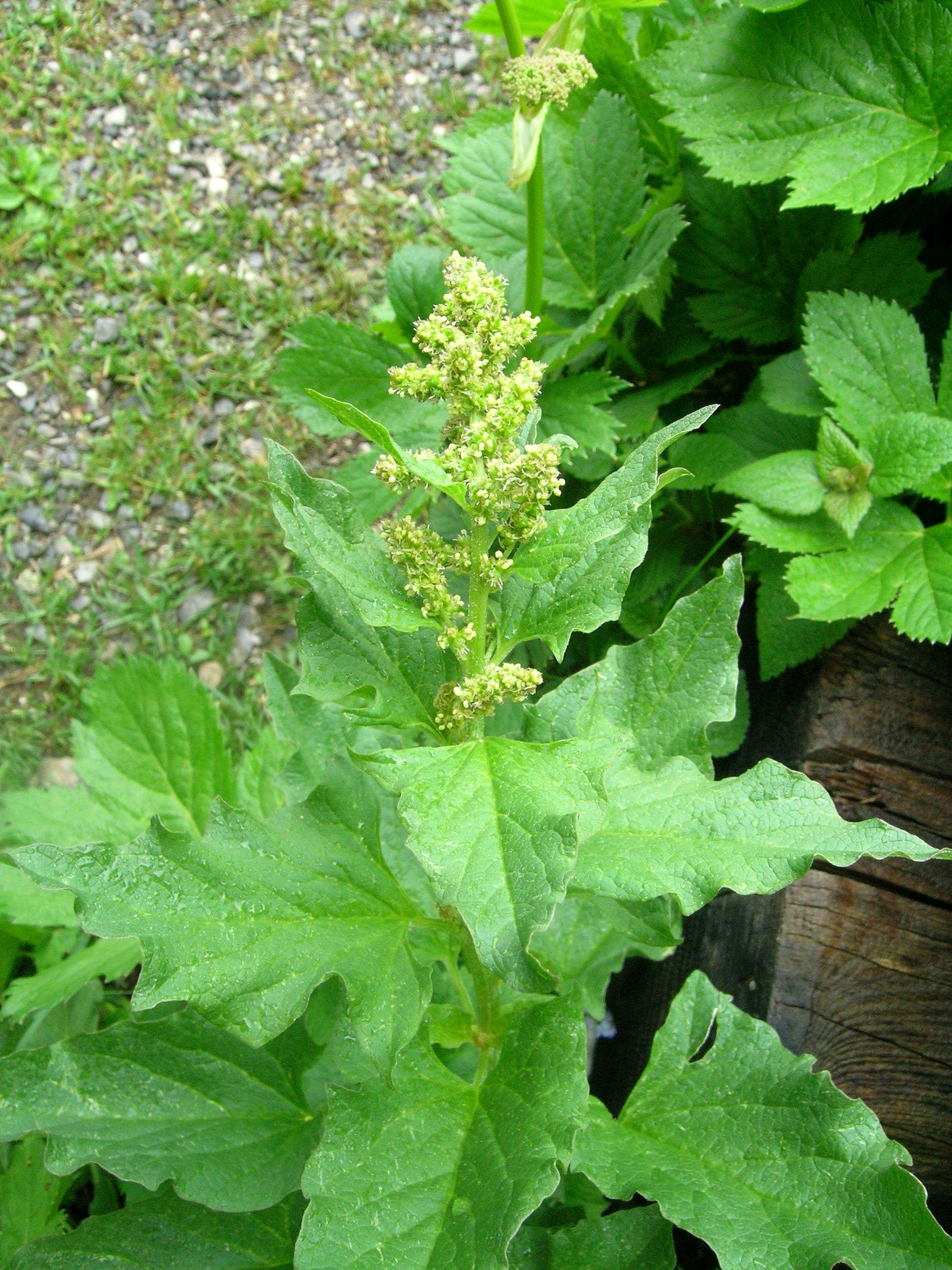
Chenopodium bonus-henricus, un blet de muntanya.
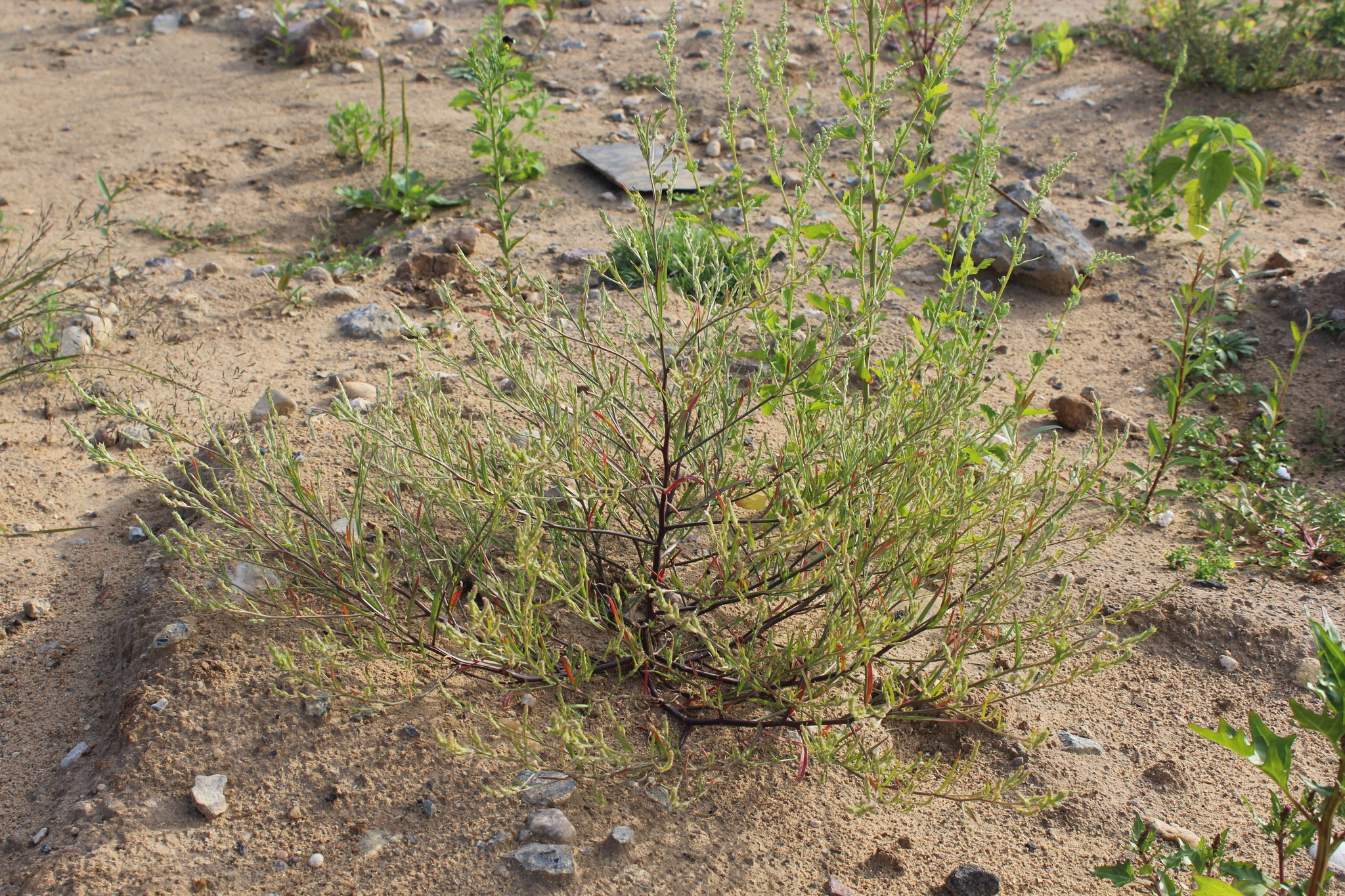
Corispermum hyssopifolium naturalitzada a Torredembarra.
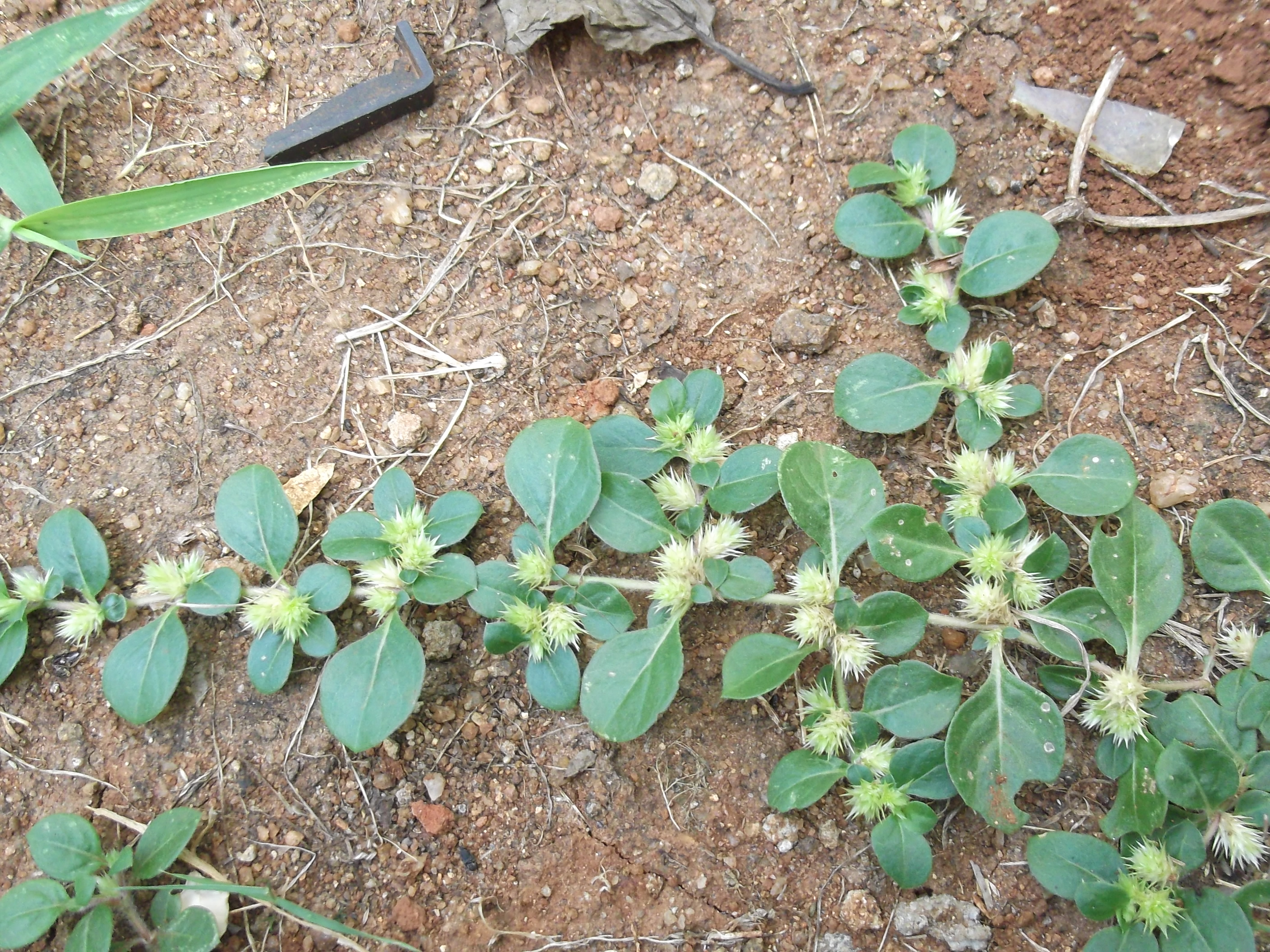
Alternanthera pungens (Gomphrenoideae) una mena de blet rar al litoral del PPCC.
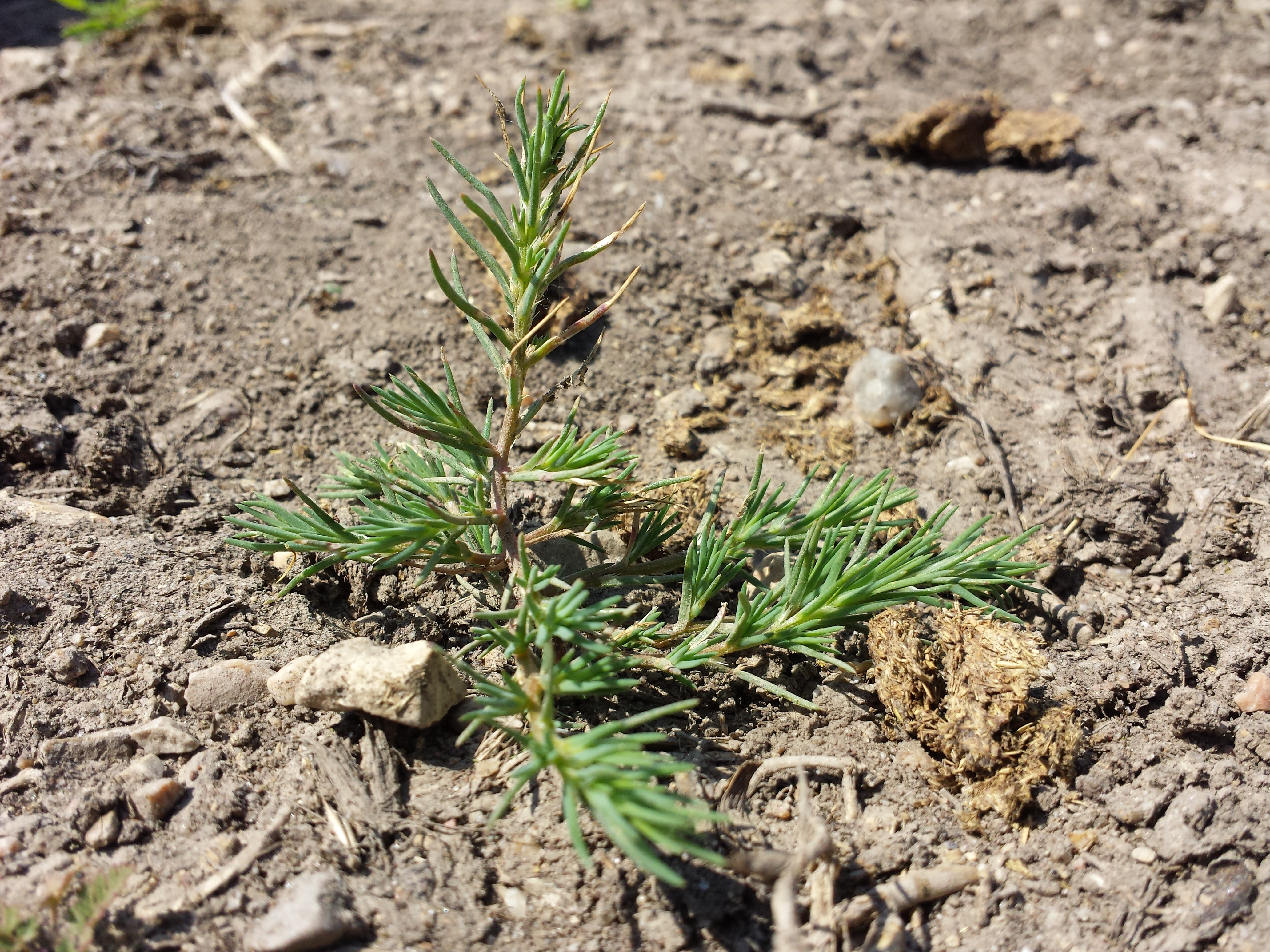
Polycnemum arvense, mala herba dels cams de cereals.
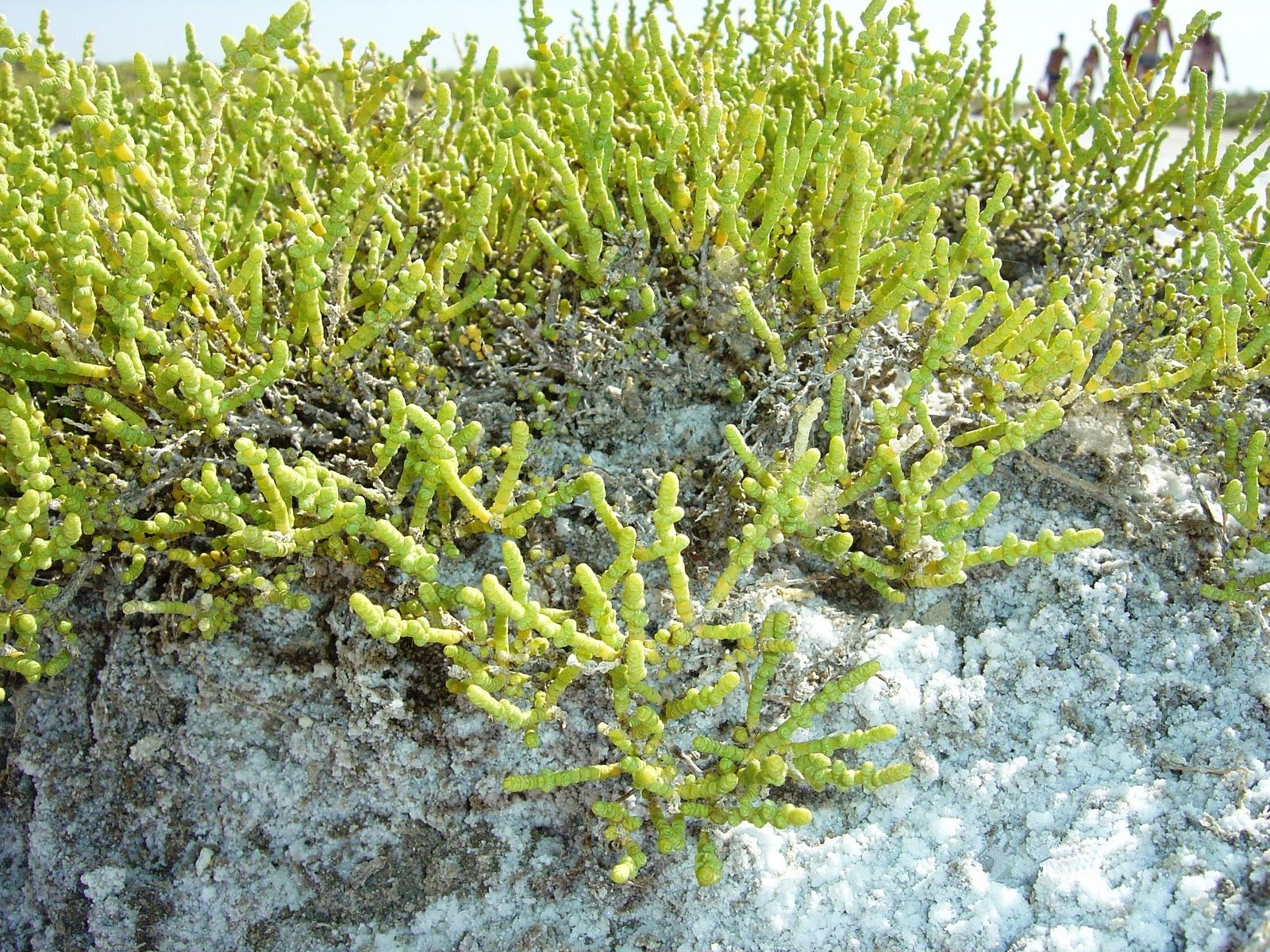
Salicornia europaea un salicorn herbaci.
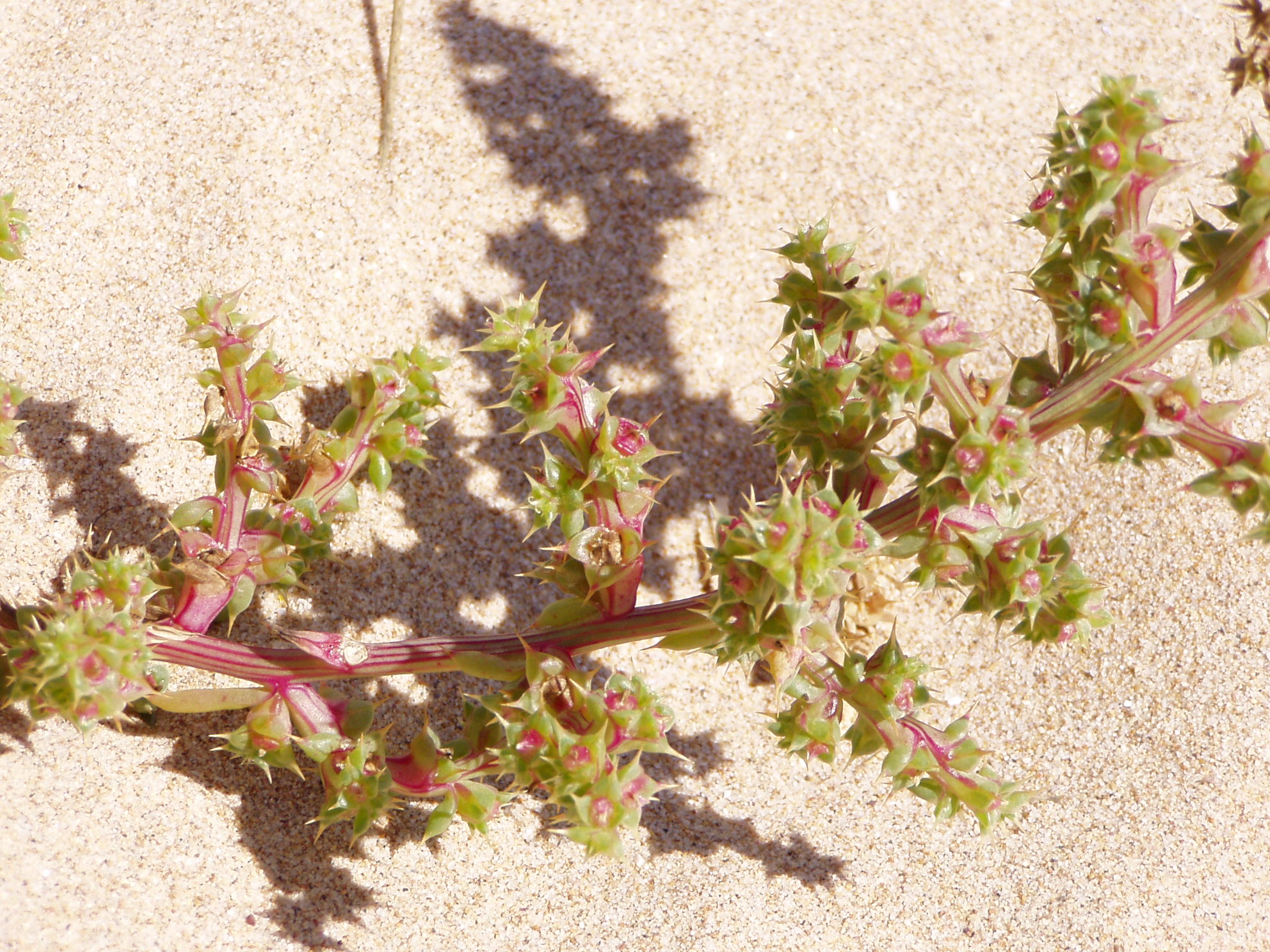
Salsola kali
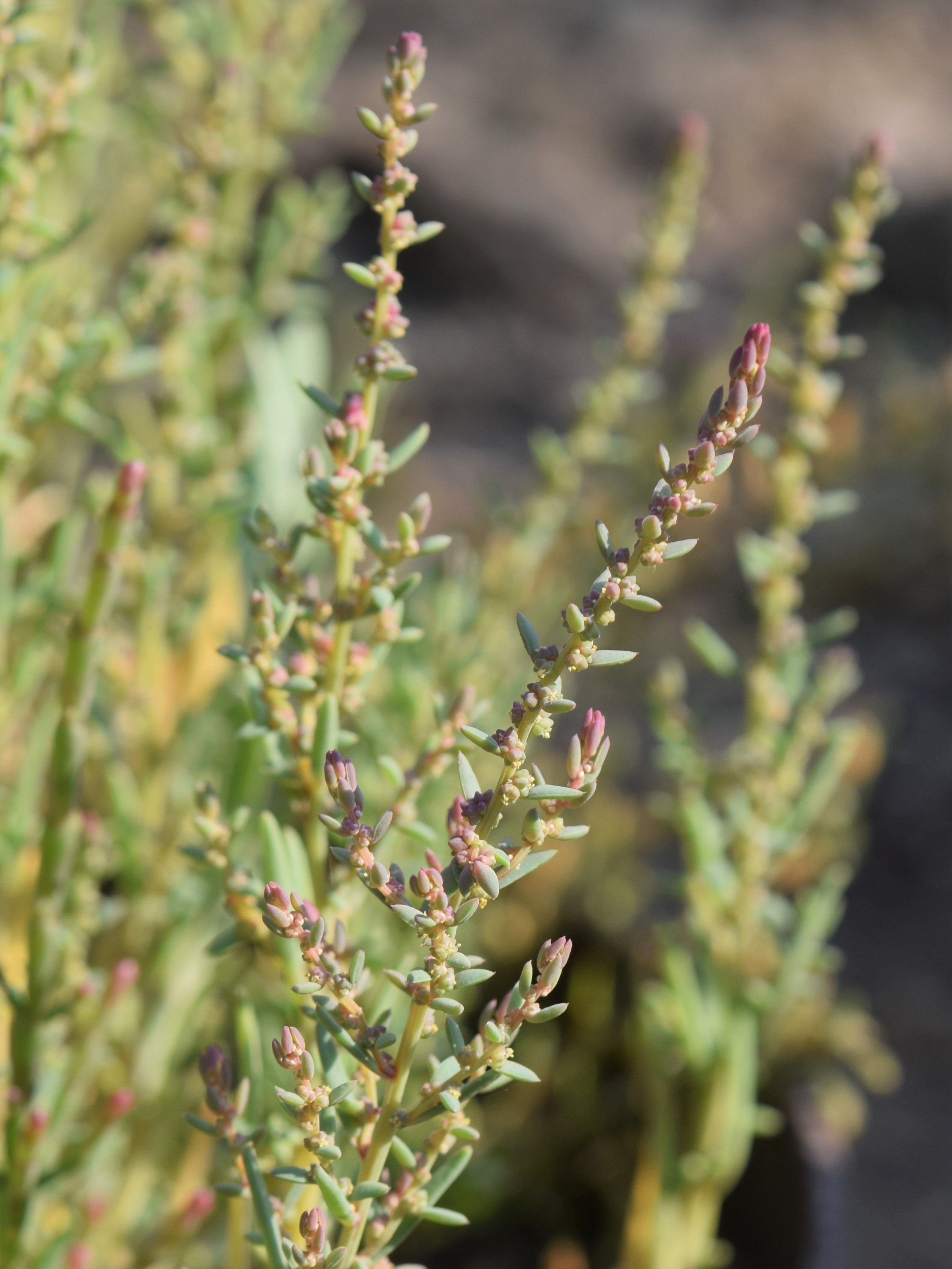
Suaeda maritima

## Taxonomia

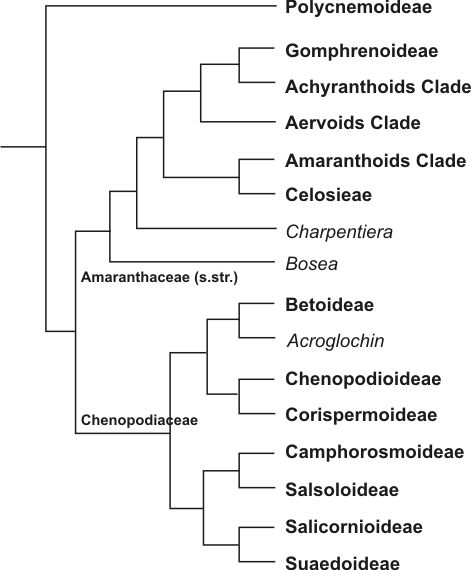
Cladograma de les Amaranthaceae

La família de les amarantàcies va ser descrita per primer cop l'any 1789 a la publicació Genera Plantarum pel botànic francès Antoine-Laurent de Jussieu.
La majoria dels gèneres que contenia la família tradicional (amarantàcies sensu stricto) viuen en àrees tropicals d’Àfrica i Amèrica. De fet, segons la bibliografia existent, als Països Catalans només es descrivien 3 gèneres, dels quals només el que dóna nom a la família (Amaranthus) conté dos o tres espècies autòctones de la península Ibèrica. La resta de la dotzena de tàxons trobats a casa nostra són al·lòctons i viuen naturalitzats, la majoria com a males herbes dels camps. Achyranthes i Alternanthera són gèneres tropicals dels quals algunes espècies  han estat introduïdes i s’han naturalitzat als Països Catalans com a plantes ruderals, en ambients més o menys nitròfils:
- Achyranthes sicula (L.) All.: és una espècie considerada invasora que fou introduïda a les Illes Canàries i sud de la península. Té també algunes poblacions a l’illa de Menorca.
- Alternanthera pungens Kunth: es pot trobar en ambients periurbans del litoral català, entre Barcelona i el delta de l’Ebre.
- Alternanthera caracasana: Kunth viu en ambients similars, entre el Maresme , el País Valencià fins al sud d’Andalusia.[6]

A resultes dels treballs fets pel Grup per a la filogènia de les angiospermes es va proposar afegir-hi a tots els representants de les quenopodiàcies, una antiga familia que fou descrita pel botànic francès Étienne Pierre Ventenat l'any 1799. Els treballs basats en característiques genètiques i moleculars van posar en evidència el seu caràcter parafilètic i per això avui es troba integrada dins la família Amaranthaceae. De tots els gèneres que venen de les quenopodiàcies, a l'àmbit dels Països Catalans s'han descrit els següents, amb sinònims diversos segons la bibliografia consultada: Chenopodium, Einadia,  Atriplex,  Halimione, Beta (planta), Patellifolia, Spinacia, Camphorosma, Bassia, Kochia, Salsola, Caroxylon, Haloxylon, Suaeda, Halogeton, Hammada, Halocnemum, Anabasis, Arthrocnemum, Sarcocornia, Salicornia, Halopeplis, Microcnemum, Polycnemum.   

### Gèneres
Dins d'aquesta família es reconeixen 184 gèneres:
- Achyranthes L.
- Achyropsis (Moq.) Hook.f.
- Acroglochin Schrad.
- Aerva Forssk.
- Agathophora (Fenzl) Bunge
- Agriophyllum M.Bieb. ex C.A.Mey.
- Allenrolfea Kuntze
- Allmania R.Br. ex Wight
- Allmaniopsis Suess.
- Alternanthera Forssk.
- Amaranthus L.
- Anabasis L.
- Anthochlamys Fenzl ex Endl.
- Aphanisma Nutt. ex Moq.
- Archiatriplex G.L.Chu
- Arthraerua (Kuntze) Schinz
- Arthrocaulon Piirainen & G.Kadereit
- Arthroceras Piirainen & G.Kadereit
- Arthrophytum Schrenk
- Atriplex L.
- Axyris L.
- Baolia H.W.Kung & G.L.Chu
- Bassia All.
- Beta L.
- Bienertia Bunge ex Boiss.
- Blitum L.
- Blutaparon Raf.
- Bosea L.
- Calicorema Hook.f.
- Camphorosma L.
- Caroxylon Thunb.
- Celosia L.
- Centema Hook.f.
- Centemopsis Schinz
- Centrostachys Wall.
- Ceratocarpus L.
- Chamissoa Kunth
- Charpentiera Gaudich.
- Chenolea Thunb.
- Chenopodiastrum S.Fuentes, Uotila & Borsch
- Chenopodium L.
- Chionothrix Hook.f.
- Climacoptera Botsch.
- Corispermum L.
- Cornulaca Delile
- Cyathobasis Aellen
- Cyathula Blume
- Cyphocarpa Lopr.
- Dasysphaera Volkens ex Gilg
- Deeringia R.Br.
- Didymanthus Endl.
- Digera Forssk.
- Dissocarpus F.Muell.
- Dysphania R.Br.
- Enchylaena R.Br.
- Eokochia Freitag & G.Kadereit
- Eremophea Paul G.Wilson
- Eriostylos C.C.Towns.
- Exomis Fenzl ex Moq.
- Extriplex E.H.Zacharias
- Fadenia Aellen & C.C.Towns.
- Froelichia Moench
- Froelichiella R.E.Fr.
- Gamanthus Bunge
- Girgensohnia Bunge ex Fenzl
- Gomphrena L.
- Grayia Hook. & Arn.
- Grubovia Freitag & G.Kadereit
- Guilleminea Kunth
- Hablitzia M.Bieb.
- Halanthium K.Koch
- Halarchon Bunge
- Halimocnemis C.A.Mey.
- Halocharis Moq.
- Halocnemum M.Bieb.
- Halogeton C.A.Mey. ex Ledeb.
- Halopeplis Bunge ex Ung.-Sternb.
- Halostachys C.A.Mey.
- Halothamnus Jaub. & Spach
- Haloxylon Bunge ex Fenzl
- Hammada Iljin
- Hebanthe Mart.
- Hebanthodes Pedersen
- Hemichroa R.Br.
- Henonia Moq.
- Herbstia Sohmer
- Hermbstaedtia Rchb.
- Heterostachys Ung.-Sternb.
- Holmbergia Hicken
- Horaninovia Fisch. & C.A.Mey.
- Iljinia Korovin ex Iljin
- Indobanalia A.N.Henry & B.Roy
- Iresine P.Browne
- Kalidium Moq.
- Kaviria Akhani & Roalson
- Krascheninnikovia Gueldenst.
- Lagenantha Chiov.
- Lagrezia Moq.
- Lecosia Pedersen
- Leucosphaera Gilg
- Lipandra Moq.
- × Lipastrum Mosyakin
- Lopriorea Schinz
- Maireana Moq.
- Malacocera R.H.Anderson
- Mangleticornia P.W.Ball, G.Kadereit & Cornejo
- Manochlamys Aellen
- Marcelliopsis Schinz
- Mechowia Schinz
- Microcnemum Ung.-Sternb.
- Microgynoecium Hook.f.
- Micromonolepis Ulbr.
- Nanophyton Less.
- Nelsia Schinz
- Neobassia A.J.Scott
- Neocentema Schinz
- Neokochia (Ulbr.) G.L.Chu & S.C.Sand.
- Neomonolepis Sukhor.
- Nitrophila S.Watson
- Noaea Moq.
- Nothosaerva Wight
- Nototrichium Hillebr.
- Nucularia Batt.
- Nyssanthes R.Br.
- Ofaiston Raf.
- Omegandra G.J.Leach & C.C.Towns.
- Oreobliton Durieu & Moq.
- Oreosalsola Akhani
- Osteocarpum F.Muell.
- Ouret Adans.
- Oxybasis Kar. & Kir.
- Pandiaka Benth. & Hook.f.
- Paraerva T.Hammer
- Patellifolia A.J.Scott, Ford-Lloyd & J.T.Williams
- Pedersenia Holub
- Petrosimonia Bunge
- Pfaffia Mart.
- Piptoptera Bunge
- Pleuropetalum Hook.f.
- Pleuropterantha Franch.
- Polycnemum L.
- Polyrhabda C.C.Towns.
- Proatriplex (W.A.Weber) Stutz & G.L.Chu
- Pseudoplantago Suess.
- Psilotrichopsis C.C.Towns.
- Psilotrichum Blume
- Ptilotus R.Br.
- Pupalia Juss.
- Pyankovia Akhani & Roalson
- Quaternella Pedersen
- Rhaphidophyton Iljin
- Rosifax C.C.Towns.
- Roycea C.A.Gardner
- Salicornia L.
- Salsola L.
- Saltia R.Br. ex Moq.
- Sclerolaena R.Br.
- Seidlitzia Bunge ex Boiss.
- Sericocoma Fenzl
- Sericocomopsis Schinz
- Sericorema Lopr.
- Sericostachys Gilg & Lopr.
- Sevada Moq.
- Siamosia K.Larsen & T.Myndel Pedersen
- Soda (Dumort.) Fourr.
- Spinacia L.
- Spirobassia Freitag & G.Kadereit
- Stilbanthus Hook.f.
- Stutzia E.H.Zacharias
- Suaeda Forssk. ex J.F.Gmel.
- Suckleya A.Gray
- Surreya R.Masson & G.Kadereit
- Sympegma Bunge
- Tecticornia Hook.f.
- Teloxys Moq.
- Threlkeldia R.Br.
- Tidestromia Standl.
- Traganopsis Maire & Wilczek
- Traganum Delile
- Trichuriella Bennet
- Turania Akhani & Roalson
- Volkensinia Schinz
- Wadithamnus T.Hammer & R.W.Davis
- Xerosiphon Turcz.
- Xylosalsola Tzvelev